# 科爾奇克河 (斯盧奇河支流)

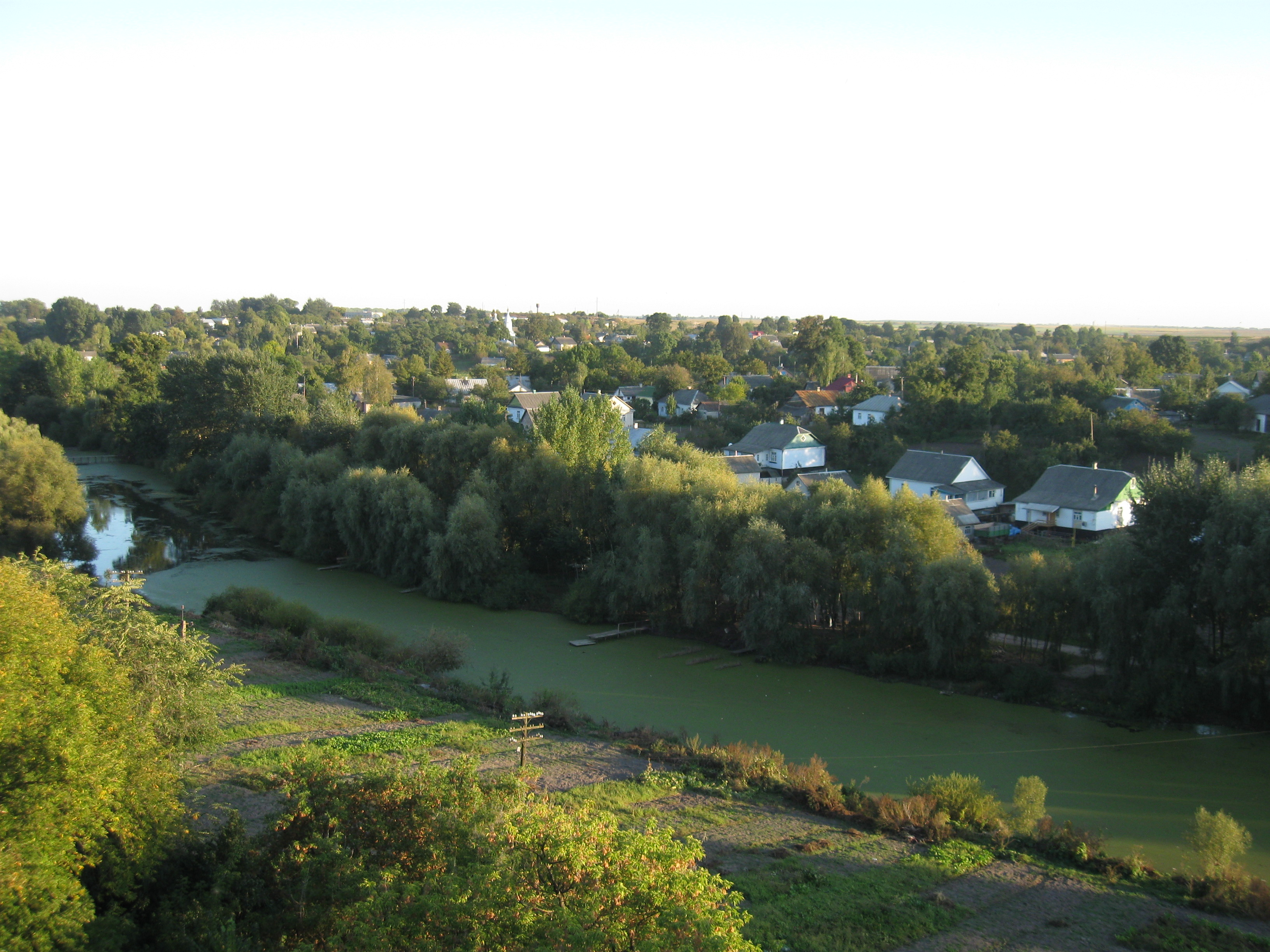

科爾奇克河（羅馬化：Korchyk）是烏克蘭的河流，位於該國西北部，流經赫梅利尼茨基州、羅夫諾州和日托米爾州，屬於斯盧奇河的左支流，發源自波馬尼夫以南，河口處在烏斯佳東北面，河道全長82公里，流域面積1,455平方公里。